# Чичжоу
Чичжо́у (кит. упр. 池州, пиньинь Chízhōu) — городской округ в провинции Аньхой КНР.

## История
Во времена империи Тан в 621 году была образована область Чичжоу (池州), в состав которой вошли уезды Цюпу (秋浦县) и Наньлин (南陵县); власти области разместились в административном центре уезда Цюпу. В 627 году область была упразднена, а входившие в неё административные единицы были переданы в состав области Сюаньчжоу (宣州). В 765 году область Чичжоу была создана опять, на этот раз в её состав вошли уезды Цюпу, Цинъян, Шидай (石埭县) и Чжидэ (至德县).
В эпоху Пяти династий и десяти царств уезд Чжидэ был в 922 году переименован в Цзяньдэ (建德县), а в 926 году уезд Цюпу был переименован в Гуйчи (贵池县), уезд Цинъян стал Шэнъюаньским военным округом (胜远军). При империи Южная Тан в 938 году область Чичжоу была преобразована в Танхуаский военный округ (唐化军), властям которого подчинялись уезды Гуйчи, Цзяньдэ и Шидай. Уезд Цинъян был впоследствии воссоздан, но передан в состав области Шэнчжоу (昇州).
После монгольского завоевания военный округ был расформирован, а вместо него была создана административная единица Чичжоуский регион (池州路). После свержения власти монголов и образования империи Мин Чичжоуский регион был преобразован в Чичжоускую управу (池州府). После Синьхайской революции 1911 года в Китае была проведена реформа структуры административного деления, в ходе которой управы были упразднены.
После того, как во время гражданской войны эти места перешли под контроль коммунистов, в 1949 году был образован Специальный район Чичжоу (池州专区), в состав которого вошло 7 уездов. В 1950 году в его состав был передан ещё один уезд их расформированного Специального района Удан (芜当专区). В 1952 году Специальный район Чичжоу был также расформирован: 5 входивших в его состав уездов были переданы в Специальный район Аньцин (安庆专区), 2 уезда — в Специальный район Хойчжоу (徽州专区), и 1 уезд — в Специальный район Уху (芜湖专区).
В 1965 году Специальный район Чичжоу был образован вновь; в его состав вошли уезды Гуйчи, Цинъян, Дунчжи (созданный в 1959 году путём слияния уездов Дунлю и Чжидэ) и Тунлин, переданные из состава Специального района Аньцин, а также уезд Шитай, образованный из смежных территорий уездов Тайпин и Гуйчи. В 1970 году Специальный район Чичжоу был переименован в Округ Чичжоу (池州地区). В 1974 году уезд Тунлин был передан под юрисдикцию властей города Тунлин, однако из округа Хойчжоу в состав округа Чичжоу был передан уезд Тайпин, так что в составе округа Чичжоу по-прежнему было 5 уездов. В 1980 году округ Чичжоу был расформирован; уезды Гуйчи и Дунчжи были переданы в состав округа Аньцин, уезд Цинъян — в состав округа Сюаньчэн (в 1983 году он был передан оттуда под юрисдикцию Уху), а уезды Шитай и Тайпин — в состав округа Хойчжоу.
В 1988 году постановлением Госсовета КНР округ Чичжоу был образован вновь; в его состав вошли переданный из-под юрисдикции властей Уху уезд Цинъян, и переданные из состава округа Аньцин уезды Дунчжи, Шитай и городской уезд Гуйчи. В 2000 году постановлением Госсовета КНР были расформированы округ Чичжоу и городской уезд Гуйчи, и образован городской округ Чичжоу; бывший городской уезд Гуйчи стал районом Гуйчи в его составе.

## Административно-территориальное деление
Городской округ Чичжоу делится на 1 район, 3 уезда:
| Карта                     | Карта    | Карта     | Карта         | Карта            | Карта         |
| ------------------------- | -------- | --------- | ------------- | ---------------- | ------------- |
| Гуйчи Дунчжи Шитай Цинъян |          |           |               |                  |               |
| Статус                    | Название | Иероглифы | Пиньинь       | Население (2010) | Площадь (км²) |
| Район                     | Гуйчи    | 贵池区    | Guìchí qū     |                  |               |
| Уезд                      | Дунчжи   | 东至县    | Dōngzhì xiàn  |                  |               |
| Уезд                      | Шитай    | 石台县    | Shítái xiàn   |                  |               |
| Уезд                      | Цинъян   | 青阳县    | Qīngyáng xiàn |                  |               |

На территории района Гуйчи имеется анклав, административно подчинённый городскому округу Тунлин.

## Транспорт
Городской округ обслуживает аэропорт Чичжоу Цзюхуашань, расположенный в 20 километрах от центра городского округа. Через территорию округа проходят автомагистраль Годао 318 и высокоскоростная железная дорога Ухань — Ханчжоу (участок Чичжоу — Хуаншань).
В Чичжоу через Янцзы проложена высоковольтная линия постоянного тока, соединяющая гидроэлектростанцию Байхэтань и город Ханчжоу в провинции Чжэцзян.